# スフィンゴシン
スフィンゴシン（2-アミノ-4-オクタデセン-1,3-ジオール）は18個の炭素を持つ長鎖アミノアルコールで、1本の不飽和炭化水素鎖を含んでいる。スフィンゴ脂質の主要部分を形成するもので、重要なリン脂質のひとつであるスフィンゴミエリンなどを含む細胞膜脂質のグループに属する化合物である。

## 機能
スフィンゴシンはふたつのリン酸化酵素、スフィンゴシンキナーゼ1型と2型、によって生体内でリン酸化される。これにより信号伝達脂質として役立つスフィンゴシン-1-リン酸が合成される。
セラミド、スフィンゴシン、スフィンゴシン-1-リン酸などのスフィンゴ脂質の代謝は、様々な細胞内反応過程における脂質信号伝達分子となる。

## 合成
スフィンゴシンは、パルミトイルCoA（A）とセリン（B）が縮合反応によりデヒドロスフィンゴシン（C）となり、（C）がNADPHにより還元されジヒドロスフィンゴシン（D）となった後、最後に（D）がFADにより酸化することで、スフィンゴシン（E）が合成される。

スフィンゴシンの合成

## セラミド、スフィンゴ脂質との関連
セラミドは、スフィンゴイド類（スフィンゴシンはスフィンゴイド類の一種である）と脂肪酸がアミド結合した化合物群である。このセラミドに糖がグリコシド結合したものがスフィンゴ糖脂質、塩基やリン酸基が結合したものがスフィンゴリン脂質であり、この二つを合わせてスフィンゴ脂質という。